# Réthelyi András
Réthelyi András (Budapest, 1976. január 27. –) magyar színész, adásrendező.

## Életpálya
2004-2007 között a Színház- és Filmművészeti Egyetem adásrendező szakán tanult, Almási Tamás osztályában. Rendszeresen szerepel filmekben, televíziós produkciókban.

## Film- és sorozatszerepei
- Hunyadi (2025) ...Kirurgus
- A renitens (2024) ...Tetováló
- Mellékhatás (2023) ...Koppány
- A mi kis falunk (2022) ...Őrizetes
- Doktor Balaton (2022) ...Vevő
- Jupiter holdja (2017) ...Csempész
- A martfűi rém (2016) ...Juhász
- Hurok (2016) ...Fürdőköpenyes férfi
- Saul fia (2015)
- Isteni műszak (2013)
- A nagy füzet (2013) ...Ordonánc
- Koccanás (2009) ...Munkás
- Barátok közt (2009) ...Polónyi Dávid
- Intim fejlövés (2009)
- Fekete kefe (2005) ...Papi
- Boldog születésnapot! (2003) ...Csavargó
- Moszkva tér (2001) ...Csömör
- Gengszterfilm (1997)